# Peter Packay
Peter Packay (Brussel, 8 augustus 1904 - 26 december 1965), de artiestennaam van Pierre Paquet, was een Belgisch jazzcomponist, -trompettist en -arrangeur.
Packay studeerde aan het atheneum van St. Gilles, en volgde daarna een studie voor ingenieur aan het Dupuich Instituut. Daar ontmoette hij ook de multi-instrumentalist David Bee. Vanaf 1924 leerde hij zichzelf als autodidact trompet spelen. Hij had een voorliefde voor dixielandmuziek en luisterde vooral naar Louis Armstrong, Bix Beiderbecke en Red Nichols. Peter hield ook van de band van Jimmy Dorsey. Hij werd lid van het amateurorkest Variety Ramblers en ging in 1925 bij het Bistrouille Amateur Dance Orchestra spelen. Ook David Bee kwam in 1925 bij The Bistrouille A.D.O., en samen met zijn vriend Packay vormde hij een jaar later The Red Beans, waarvoor beide muzikanten composities en arrangementen schreven. Ze toerden met The Red Beans door Italië, Spanje, Frankrijk en Nederland tot de groep in 1929 werd ontbonden.
Toen muziekuitgever/promotor Félix Faecq met Chas. Remue & His New Stompers in Londen in 1927 de eerste Belgische jazzplaat ging opnemen, waren vijf van de veertien opnames geschreven door David Bee en Peter Packay: ‘Vladivostok’, ‘Pamplona’, ‘Slow Gee-Gee’, ‘The Bridge of Avignon’ en ‘Allahabad’.
In de periode 1936-1939 leidde Packay zijn eigen bigband Peter Packay’s Swing Academy.
- Biblioteca Nacional de España: XX1782604
- Gemeinsame Normdatei: 1325094587
- International Standard Name Identifier: 0000 0004 3721 3552
- Library of Congress Control Number: nb2001087131
- MusicBrainz: 885cd178-f6ad-4501-8d71-023c375b6662
- Nationale Bibliotheek van Tsjechië: mzk2014837606
- Système universitaire de documentation: 268224390
- Virtual International Authority File: 310734511
- WorldCat: E39PBJbtqhqGBdcdd7hpmwmPQq